# Parafia Świętych Apostołów Piotra i Pawła w Chobieni (rzymskokatolicka)
Parafia Świętych Apostołów Piotra i Pawła w Chobieni – parafia rzymskokatolicka w dekanacie Ścinawa, diecezji legnickiej.
W parafii znajduje się zabytkowy kościół parafialny św. Piotra i Pawła oraz ruiny kościoła św. Idziego (wcześniej św. Marii Magdaleny) na cmentarzu w Chobieni, rozebranego w 1780. Proboszczem parafii jest ks. Leszek Kowalski. Parafia należy do diecezji legnickiej.

## Obszar parafii
Miejscowości należące do parafii: Brodowice, Chałupki, Chełm, Chobienia, Chobinek, Górki, Kolonia Naroczycka, Naroczyce, Nieszczyce, Radoszyce.

## Grupy parafialne
Ministranci, Żywy Różaniec